# Laxativum
Laxativum neboli projímadlo je léčivo nebo rostlinná droga zrychlující pohyby střev a usnadňující jejich vyprazdňování. Laxativa jsou často používána při zácpě. Předávkování může způsobit průjem. Projímadlo je možno koupit v lékárnách bez lékařského předpisu, buď ve formě tablet, tekutin (minerálky), kapek k vnitřnímu užití nebo jako čaj.

## Rozdělení laxativ
- osmotická
- objemová
- kontaktní (stimulační)
- změkčující

### Osmotická laxativa
Osmotické laxativum je látka, která působí fyzikální cestou, váže do sebe vodu. Zvětšuje objem vody ve střevech a tím dochází k podpoře peristaltiky (pohybu střev) a k vyprázdnění vodnaté stolice během 1-3 hod. Tato laxativa mohou používat těhotné i kojící ženy. Některé léčivé přípravky obsahují látky, které představují jak osmotické, tak kontaktní laxativum.
Zástupci: soli hořčíku (například epsomská sůl, Šaratica, Zaječická), laktulóza (Laktulosa, Duphalac), rostlinné polysacharidy (Fructolax), makrogol (Fortrans), osmoticky působí také glycerinové čípky, které současně změkčují stolici a mechanickým tlakem v konečníku vyvolávají defekační reflex (vyprázdnění konečníku).

### Objemová laxativa
Objemové laxativum ve vodě bobtná, zvětšuje objem střevního obsahu a změkčuje stolici. Používá se vláknina různých druhů. Podmínkou účinku je dostatečný přívod tekutin, jinak mohou tato laxativa zácpu ještě zhoršit. Jejich užívání může snižovat vstřebávání současně užitých léků, proto je důležité jiné léky brát s minimálně dvouhodinovým odstupem. Působí v řádu několika hodin. Tato laxativa jsou vhodná i pro těhotné a kojící ženy.
Zástupci: psyllium (Psyllium, Lepicol), methylcelulóza

### Kontaktní laxativa
Kontaktní laxativum dráždí přímo nervová zakončení ve střevní sliznici. Neměla by být doporučována jako první volba pro dlouhodobé užívání, i když tradičně zmiňované riziko návyku a poškození motorické funkce střeva spojené s dlouhodobým podáváním nebylo dosud jednoznačně prokázáno. Účinek nastupuje po 6-9 hod, tato laxativa se proto užívají večer před spaním. V průběhu těhotenství lze některá kontaktní laxativa užívat pouze po poradě s lékařem.
Zástupci: pikosulfát (Guttalax, Laxygal), bisakodyl (Bisacodyl-K, Fenolax, Stadalax), čaj z listů a lusků seny (Senna).

### Změkčující laxativa
Změkčující laxativa jsou nestravitelné změkčující látky, které se smísí se střevním obsahem a usnadní odchod stolice. 
Zástupci: tekutý parafin, sodná sůl dokusátu.
Mírnou zácpu není nutné řešit hned pomocí projímadla, vhodné je začít úpravou životosprávy. Dostatečný příjem tekutin, dostatek vlákniny ve stravě, pohyb, pravidelnost ve stravování apod. Pokud režimová opatření nestačí, mohou laxativa přinést relativně rychlou úlevu, proto je často používáme v samoléčbě. Je dobré vědět, že zácpa se může objevit po některých lécích (např. léky proti silné bolesti, proti překyselení žaludku), může ale být také příznakem vážnějšího onemocnění. Pokud tedy samoléčba nepomáhá a zácpa trvá dlouho (déle než týden) nebo je provázena dalšími příznaky (např. velkou bolestí břicha), je vhodné se poradit s lékařem.